# Autoritetsdata
Information om autoritetsdata for Wikipedia-skribenter: Wikipedia:Autoritetsdata.
Autoritetsdata er en metode der anvendes inden for Biblioteks- og informationsvidenskab for at organisere bibliotekskataloger og  bibliografier på en ensartet måde. Hvert emne (f.eks. en forfatter, en bog eller en organisation) bliver tildelt en unik identifikator, og denne benyttes derefter til at beskrive alle referencer til det samme emne (selv om der er variationer i stavning osv). Ved hjælp af identifikatoren kan brugerne finde alt relevant (herunder relateret) information om emnet.